# Fuga Sato
Pour les articles homonymes, voir Sato.
Fuga Sato (佐藤 風雅, Satō Fūga), né le 1er juin 1996, est un athlète japonais, spécialiste du 400 mètres.

## Biographie
Aux championnats du monde, Fuga Sato établit avec ses coéquipiers de l'équipe du Japon un nouveau record national du relais 4 × 400 m en 2 min 59 s 51, se classant 4e de la finale.
Lors des Championnats d'Asie 2023 à Bangkok, il décroche la médaille d'argent du 400 m, derrière son compatriote Kentarō Satō, et la médaille de bronze au titre du relais 4 × 400 m mixte.
Fuga Sato porte son record personnel à 44 s 88 en demi-finale des championnats du monde 2023 à Budapest.
Il termine 6e du 4 × 400 m des Jeux olympiques de 2024 en 2 min 58 s 33, record d'Asie.

## Palmarès
| Date | Compétition           | Lieu     | Résultat | Épreuve         | Marque        |
| ---- | --------------------- | -------- | -------- | --------------- | ------------- |
| 2022 | Championnats du monde | Eugene   | 4e       | 4 × 400 m       | 2 min 59 s 51 |
| 2023 | Championnats d'Asie   | Bangkok  | 2e       | 400 m           | 45 s 13       |
| 2023 | Championnats d'Asie   | Bangkok  | 3e       | 4 × 400 m mixte | 3 min 15 s 71 |
| 2023 | Jeux asiatiques       | Hangzhou | 4e       | 400 m           | 45 s 70       |
| 2024 | Jeux olympiques       | Paris    | 6e       | 4 × 400 m       | 2 min 58 s 33 |

## Records
| Épreuve | Marque  | Lieu     | Date         |
| ------- | ------- | -------- | ------------ |
| 400 m   | 44 s 88 | Budapest | 22 août 2023 |